# Conmemoración de la Batalla de Lácar

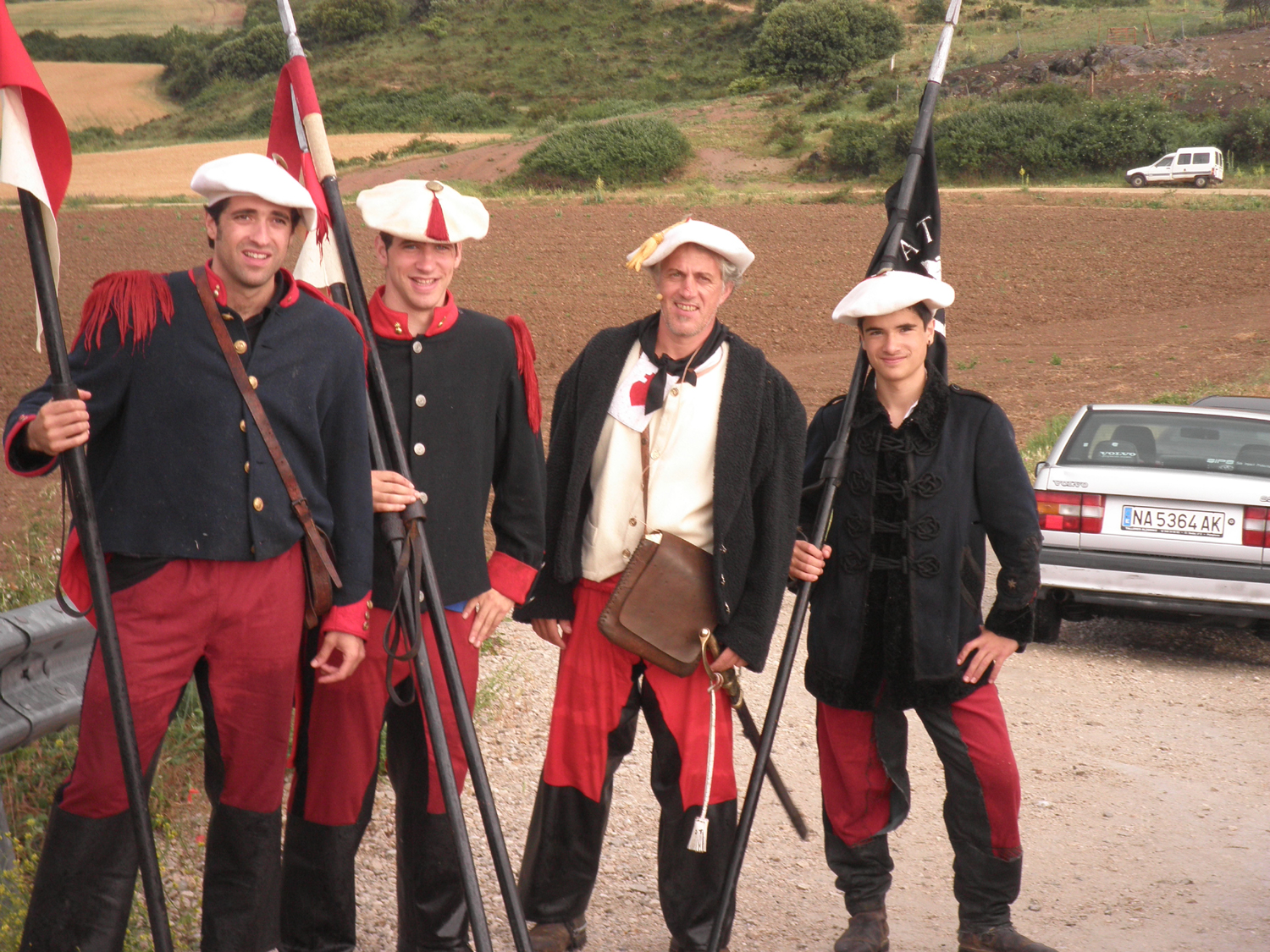
Teatralización "La Batalla de Lácar"

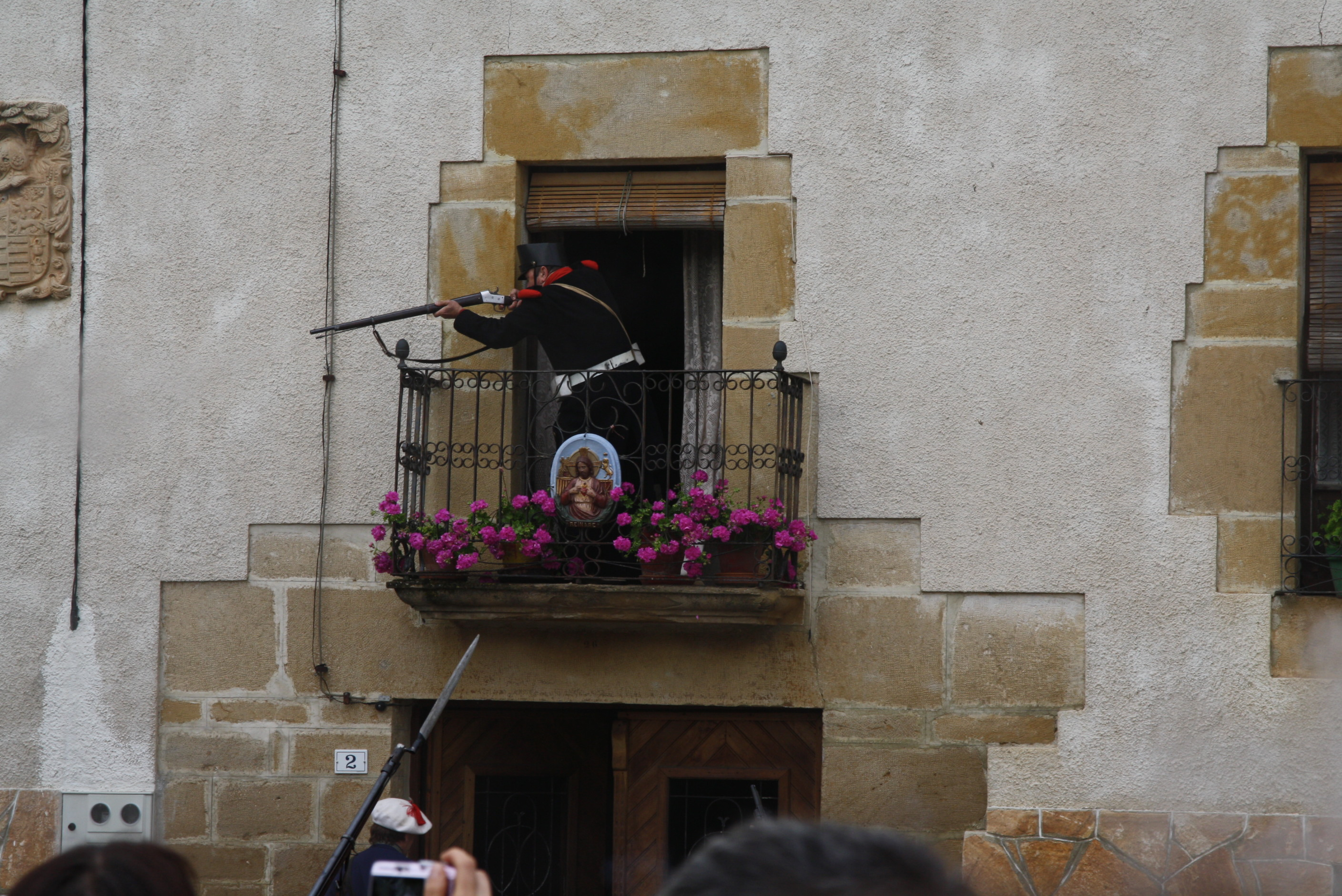
Teatralización de la batalla

La Conmemoración de la batalla de Lácar (O simplemente conocida como La batalla de Lácar) es una  fiesta de interés turístico celebrada en la localidad navarra de Lácar, situada en el Valle de Yerri.
Esta festividad se celebra cada año el mes de junio junto con diversas actividades, entre las que se encuentran las visitas guiadas a los lugares en donde se desarrollaron los combates, así como también una representación teatral de la batalla.

## Historia

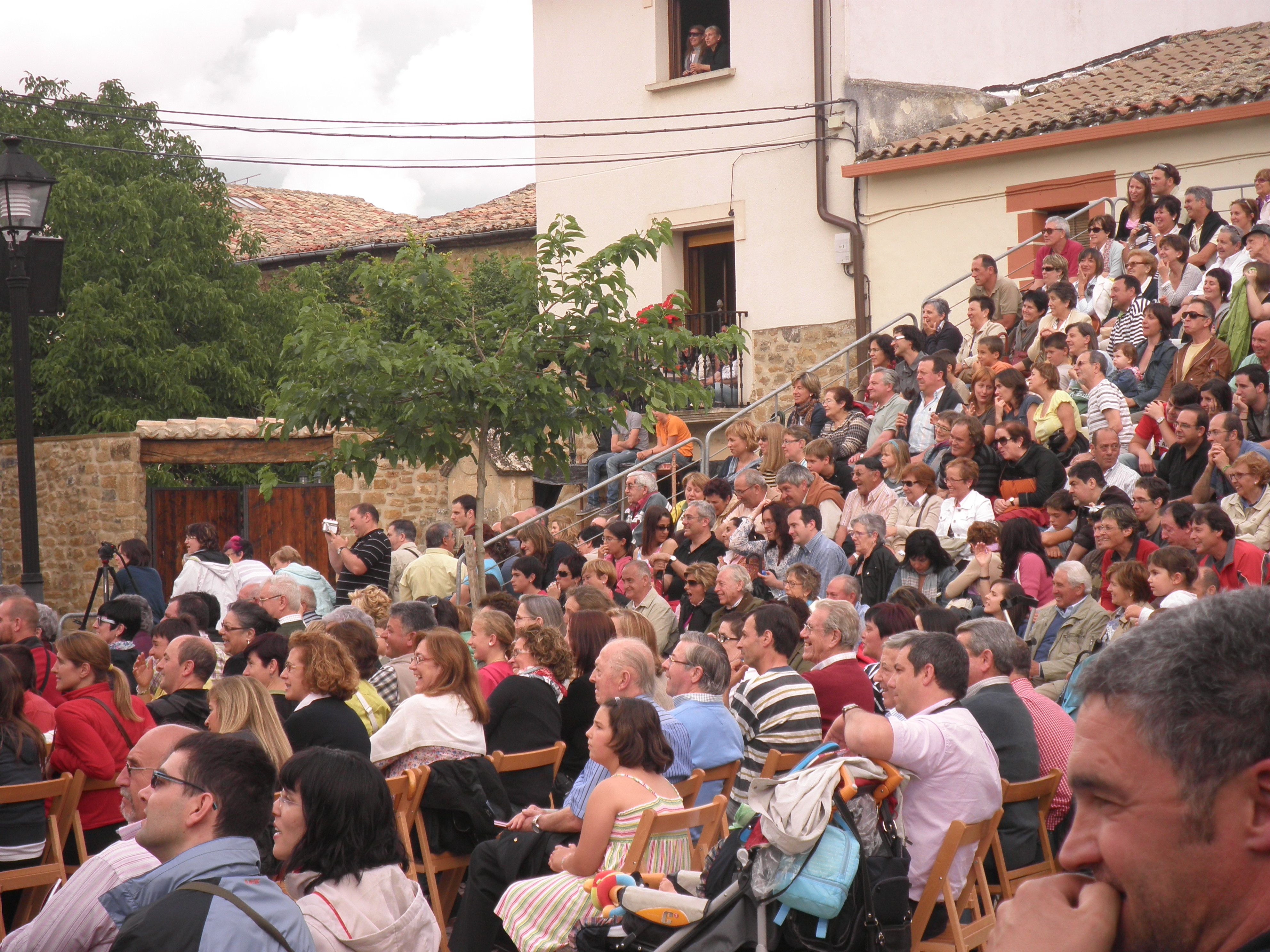
Espectadores

En la tarde del 3 de febrero de 1875, durante la segunda guerra carlista, la localidad de Lácar fue escenario de una gran ofensiva de las tropas carlistas contra las liberales que finalizó con la victoria carlista. Se trató de un ataque sorpresa de las tropas carlistas contra las liberales, cuando éstas comían en la plaza del pueblo, de ahí que se le conozca también bajo el nombre de la Sorpresa de Lácar. Durante dicha batalla, más de mil soldados de ambos bandos murieron, y el rey Alfonso XII, muy joven todavía, tuvo que abandonar rápidamente el lugar para no caer en manos de los carlistas.
Actualmente y desde el año 2004, se lleva a cabo esta conmemoración en torno al día 10 de junio, y en donde participan más de doscientos vecinos.